# 饶州街道
饶州街道是中华人民共和国江西省上饶市鄱阳县下辖的一个街道办事处。

## 行政区划
饶州街道下辖以下村级行政区划单位：
五一路社区、新桥社区、城隍庙社区、北关社区、金山社区、马鞍山社区、大芝路社区、十八坊社区、灵芝门社区、德化桥社区、广场社区、鸣山庙社区、小龙桥社区、金家村、杨梅桥村、北关村、黄家洲村、西山村和管驿前村。